# Marca de Zeitz

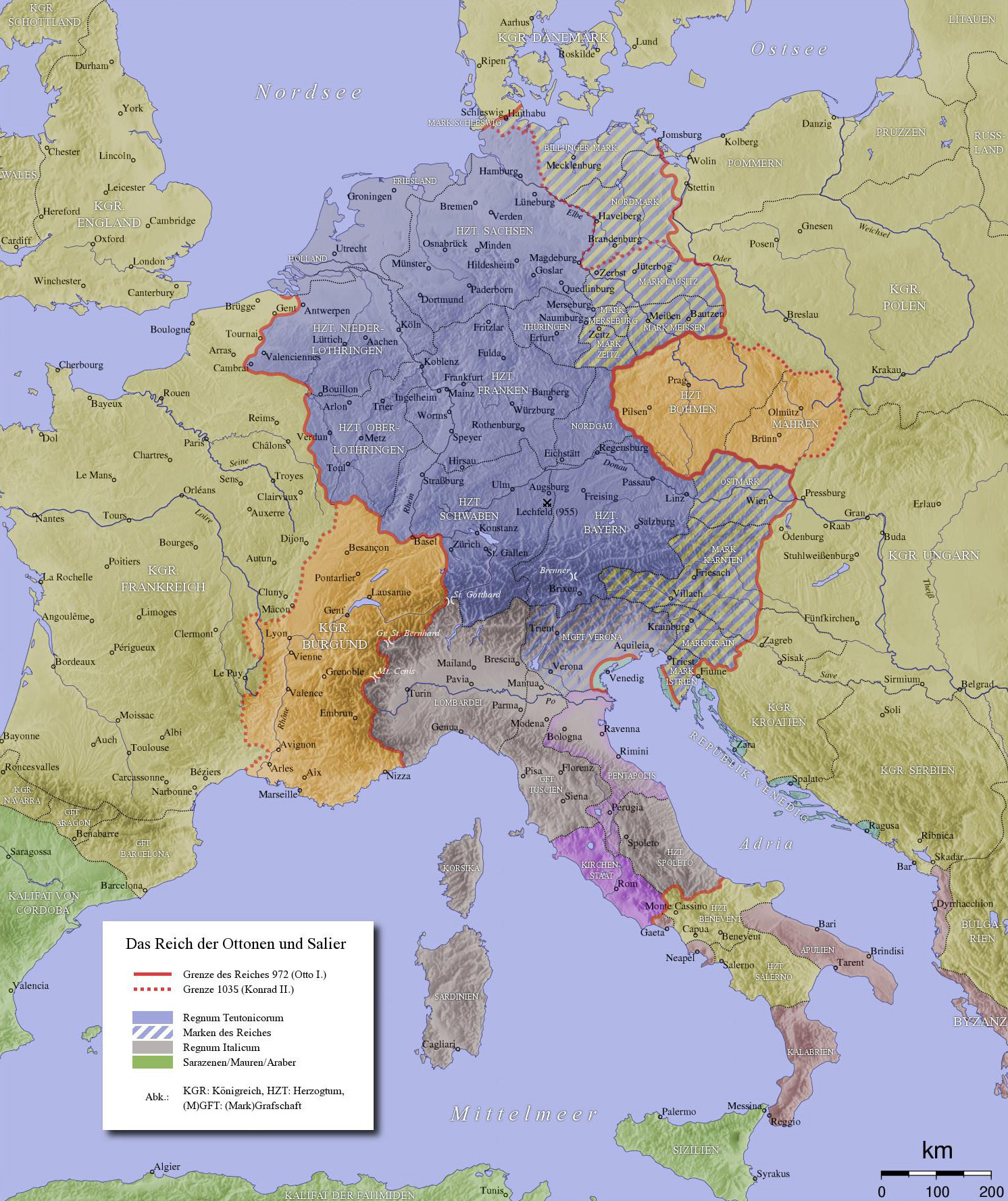
Imperiul Ottonian, cu Marca de Zeitz hașurată, în secolul al X-lea.

Marca de Zeitz a constituit o marcă de frontieră a Germaniei medievale, instituită în urma divizării Mărcii lui Gero din anul 965, atunci când împăratul Otto I "cel Mare" a reorganizat aceste teritorii după moartea lui Gero "cel Mare". Reședința sa a fost la Zeitz. Primul și singurul margraf cunoscut a fost Wigger. În 982, Zeitz a fost reunificat cu mărcile de Meissen și de Merseburg sub conducerea lui Rikdag de Meissen, care astfel a reunit pentru o vreme întreg sudul fosei Mărci a lui Gero, cunoscută ca Marca Saxonă de Răsărit. În 983, Zeitz a fost copleșit de o invazie  a slavilor sorbi, care au ocupat statornic teritoriul. Cu toate acestea, Marca de Zeitz, împreună cu ulterioara Marcă de Luzacia, a reapărut cu ocazia divizării Mărcii de Meissen, operată în timpul domniei împăratului Henric al II-lea.